# 金城貯蔵銀行
金城貯蔵銀行（きんじょうちょぞうぎんこう）は、明治期から大正期の貯蓄銀行。1899年（明治32年）、愛知県宝飯郡牛久保町（現・豊川市）に設立された。1926年（大正15年）解散。

## 沿革
1899年（明治32年）、愛知県宝飯郡牛久保町に「宝飯貯蓄銀行」（ほいちょちくぎんこう）として設立。1906年（明治39年）、金城銀行の傘下に入り、本店を同行本店内に移転すると共に「金城貯蔵銀行」に改称。1917年（大正6年）、金城銀行が名古屋銀行（東海銀行の前身の一つ）に吸収合併されたため、名古屋銀行傘下となる。1921年（大正10年）、普通銀行に転換し金城貯蔵銀行から「金城銀行」に改称するも、営業不振に伴い1926年（大正15年）に解散した。

### 略歴
- 1899年（明治32年）9月13日：「宝飯貯蓄銀行」として設立
- 1906年（明治39年）6月18日：金城銀行の傘下に入り「金城貯蔵銀行」に改称
- 1906年（明治39年）8月26日：本店を金城銀行本店内に移転[2]
- 1908年（明治41年）：金城銀行の貯蓄部を統合[2]
- 1921年（大正10年）：普通銀行に転換し「金城銀行」に改称
- 1926年（大正15年）6月2日：解散命令
- 1926年（大正15年）7月5日：解散登記